# جائزة بريطانيا الكبرى 2007
جائزة بريطانيا الكبرى 2007 (بالإنجليزية: 2007 British Grand Prix)‏ هو سباق فورمولا 1 أقيم بتاريخ 8 يوليو 2007 في حلبة سلفرستون، سيلفرستون، إنجلترا. كان التاسع من أصل 17 في بطولة العالم لسباقات الفورمولا واحد موسم 2007. حلّ الفنلندي كيمي رايكونن أولا بينما جاء الإسباني فرناندو ألونسو في المركز الثاني وحصل على المركز الثالث البريطاني لويس هاملتون.